# Andrej Mihajlovics Suvalov
Andrej Mihajlovics Suvalov (oroszul: Андрей Михайлович Шувалов) (Idrica, 1965. január 8. –) szovjet színekben világbajnok, olimpiai bronzérmes orosz párbajtőrvívó.